# Штольпе (Людвігслуст-Пархім)
Штольпе (нім. Stolpe) — громада в Німеччині, розташована в землі Мекленбург-Передня Померанія. Входить до складу району Людвігслуст-Пархім. Складова частина об'єднання громад Пархімер-Умланд.
Площа — 20,58 км2. Населення становить 345 ос. (станом на 31 грудня 2020).